# Butterworthfilter

Butterworthfilter av upp till femte ordningen.

Butterworthfilter är inom elektronik och signalbehandling ett filter som är designat för att ge så lite rippel i passbandet som möjligt, även benämnt maximally-flat-magnitude (MFM) filter. Det beskrevs först av Stephen Butterworth (1885–1958).
De tre första ordningarnas normaliserade polynom ser ut som följer:
{\displaystyle n=1;\quad s+1}

{\displaystyle n=2;\quad s^{2}+1.414s+1}

{\displaystyle n=3;\quad (s+1)(s^{2}+s+1)}

Magnituden hos ett Butterworth lågpassfilter är:
{\displaystyle |H|^{2}={\frac {1}{1+({\frac {w}{w_{0}}})^{2n}}}}
där n står för ordningen hos filtret.
I bilden till höger ser man tydligt att brantheten hos filtret är -20dB/dekad för första ordningens filter och -40dB/dekad för andra ordningens filter och så vidare.

## Exempel

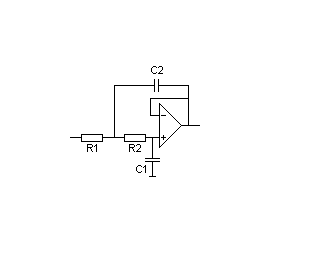
En koppling för realisering av andra ordningens Butterworth-filter

Ett andra ordningens lågpassfilters överföringsfunktion kan allmänt skrivas:
{\displaystyle H(s)={\frac {A_{0}}{1+a_{i}s+b_{i}s^{2}}}}
där Ao är filtrets dc-förstärkning som vi normaliserar till ett (vilket är samma som att Ra är borttaget i artikeln om bikvadratiska filter).
Om vi jämför med polynomen ovan får vi att, för n=2:
{\displaystyle a_{i}={\sqrt {2}}\ }
och 
{\displaystyle b_{i}=1\ }. 
Kvalitetsfaktorn Q är allmänt:
{\displaystyle Q={\frac {\sqrt {b_{i}}}{a_{i}}}}
Kopplingen bredvid realiserar:
{\displaystyle H(s)={\frac {1}{1+w_{0}C_{1}(R_{1}+R_{2})s+w_{0}^{2}R_{1}R_{2}C_{1}C_{2}s^{2}}}}
där alltså
{\displaystyle a_{1}=w_{0}C_{1}(R1+R2)\ }
och
{\displaystyle b_{1}=w_{0}^{2}R_{1}R_{2}C_{1}C_{2}\ }
När man designar filtret så antar man lämpligtvis kondensatorerna och räknar sedan fram resistorerna.